# Władysław Hackiewicz

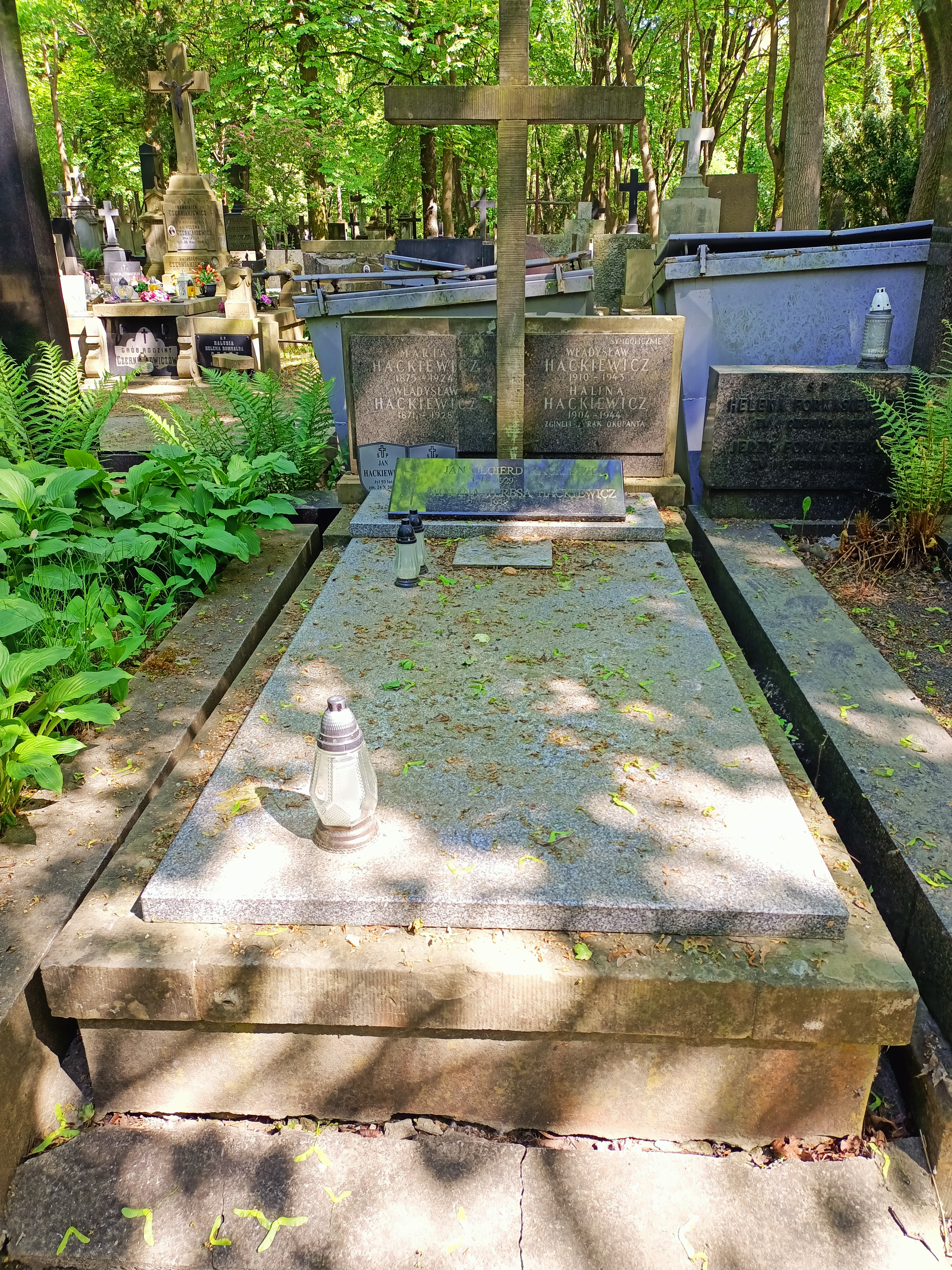
Nagrobek Władysława Hackiewicza na cmentarzu powązkowskim w Warszawie

Władysław Stefan Hackiewicz (ur. w lipcu 1871  – zm. 27 grudnia 1928 w Warszawie) - inżynier technolog, działacz Polskiej Partii Socjalistycznej, członek OB PPS,

## Życie
Ukończył gimnazjum w Kijowie, po czym studiował na tamtejszym uniwersytecie, ukończył Wydział Mechaniczny Instytutu Technologicznego w Petersburgu (1901). Podczas studiów członek kierownictwa organizacji Polskiej Partii Socjalistycznej. Po studiach pracował w hucie Bernarda Handtkego w Rakowie pod Częstochową. W latach 1905–1906 był członkiem OKR PPS a po rozłamie w 1906 członkiem OKR Polskiej Partii Socjalistycznej - Frakcji Rewolucyjnej (1906-1907) w Częstochowie. Członek organizacji bojowych PPS, uczestniczył m.in. w znanej akcji na pociąg na stacji Herby (17 lipca 1906). Zagrożony aresztowaniem w lutym 1907 wyjechał w głąb Rosji do guberni jekaterynosławskiej. Tam w latach 1907-1910 pracował jako naczelnik centralnego biura technicznego Towarzystwa Briańskiego, jednocześnie kierując elektryfikacją Zakładów Metalowych w Jekaterynosławiu. Następnie był głównym inżynierem i dyrektorem technicznym w Zakładach Metalurgicznych i Górniczych w Juzówce (1910-1918) należących do Towarzystwa Noworosyjskiego. W 1911 został krótko aresztowany przez policję.
W połowie 1918 powrócił do kraju. Przez pewien czas prowadził własne biuro techniczne w Warszawie, a następnie w latach 1920-1928 był naczelnym dyrektorem technicznym fabryki metalowej "Poręba" w Zawierciu należącej do Stowarzyszenia Mechaników Polskich z Ameryki. W tym okresie był członkiem zarządu stowarzyszenia inżynierów mechaników. Pochowany wraz z żoną na cmentarzu Powązkowskim w Warszawie (kwatera Z, rząd 2, miejsce 28).

### Odznaczony
Pośmiertnie Krzyż Niepodległości (1930).

## Życie prywatne
Urodził się w rodzinie ziemiańskiej na Podolu, syn Franciszka. Ożeniony z Marią Magdaleną z domu Kelus (1875-1924). Mieli dzieci, synów: inżyniera metalurga Bronisława (1898-1984), , prawnika i  członka AK żołnierza "Wachlarza", zamordowanego przez gestapo Władysława (1910-1943) oraz córkę także członkinię AK, sanitariuszkę poległą w powstaniu warszawskim Halinę (1904-1944), córkę Mirosławę Hackiewicz-Dubowską biolożkę, badającą Puszcze Białowieską (1908-1979) oraz córkę Marię Czekanowską (1901-1977). Był właścicielem dworku w Chybicach w świętokrzyskim.